# عدن مهار (الشعر)

تعديل مصدري - تعديل

عدن مهار محلة تابعة لقرية ذى البرحة، التابعة لعزلة بيت الصائدي بمديرية الشعر إحدى مديريات محافظة إب في الجمهورية اليمنية.، بلغ تعداد سكانها 79 حسب تعداد اليمن لعام 2004.